# Vanessa Springora

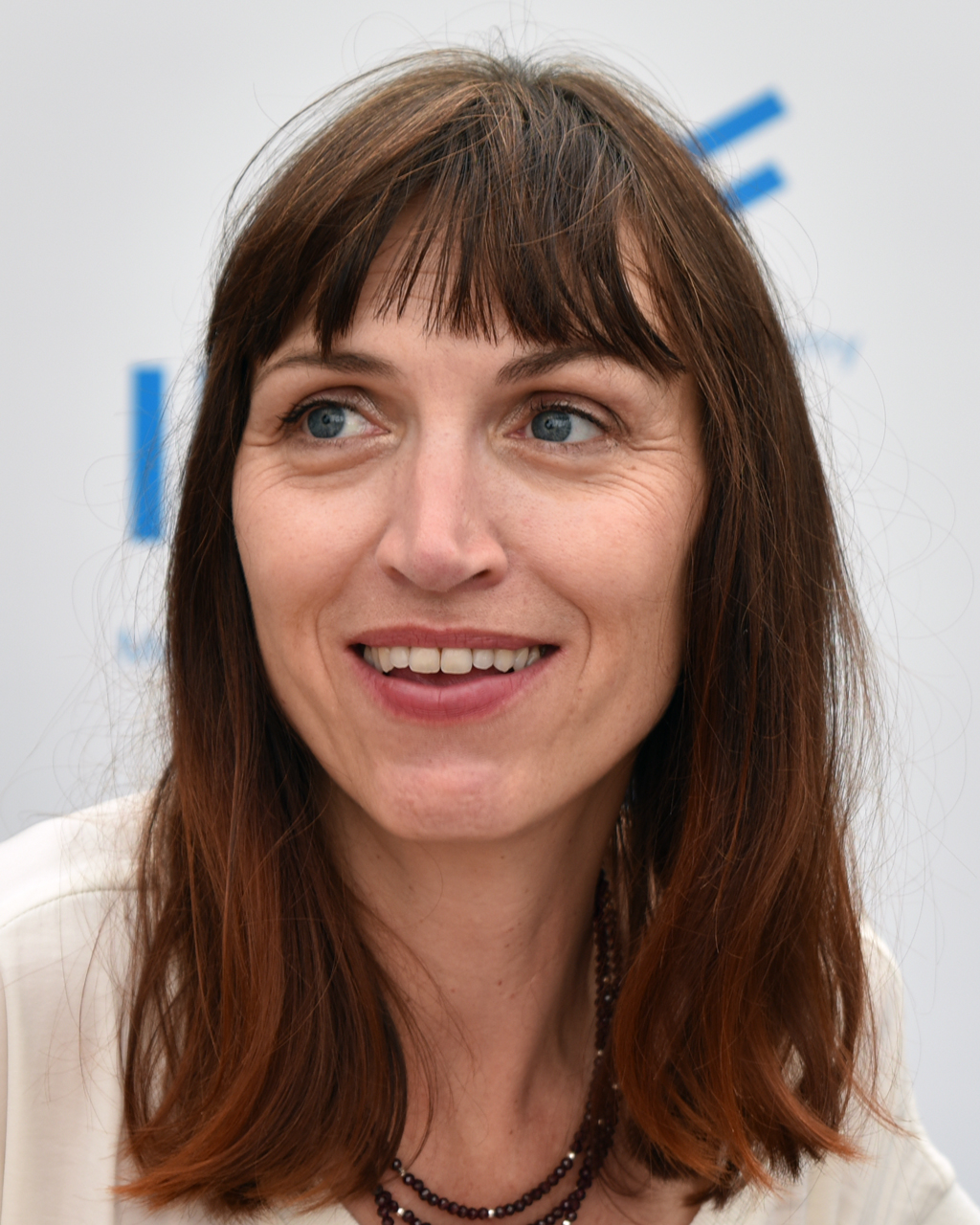
Vanessa Springora (2022)

Vanessa Springora (geboren am 16. März 1972 in Paris) ist eine französische Verlagslektorin und Autorin.      

## Leben
Springora besuchte das Lycée Fénelon in Paris und studierte Literaturwissenschaft an der Université Paris-Sorbonne. Sie absolvierte 2003 eine Zusatzausbildung am Institut national de l’audiovisuel und drehte einen Dokumentarfilm. Ab 2006 arbeitete sie als Lektorin und Verlagsassistentin beim Buchverlag Éditions Julliard. Zusätzlich lektorierte sie seit 2010 beim Verlag Éditions Robert Laffont die von Mazarine Pingeot und Sophie Nordmann herausgegebene Reihe „Nouvelles Mythologies“. Seit Dezember 2019 leitet sie bei Julliard das Verlagsgeschäft.  
Springora veröffentlichte Anfang 2020 ein autobiografisches Buch mit dem Titel Le Consentement (deutsch „Die Einwilligung“). Darin beschuldigt sie den Schriftsteller Gabriel Matzneff, sie als 14-Jährige sexuell missbraucht zu haben. Dem französischen Literaturbetrieb warf sie Toleranz für oder gar Komplizenschaft mit Matzneffs Taten vor. Das Buch fand – auch vor dem Hintergrund der MeToo-Bewegung – eine starke Resonanz.

## Werke
- Le Consentement. Éditions Grasset, Paris 2020. ISBN 978-2-246-82269-1
  - Die Einwilligung. Übersetzt von Hanna van Laak. Blessing Verlag, München 2020. ISBN 978-3-89667-683-2
- Dérive. Dokumentarfilm. 2006